# Esther Agricola
Esther Agricola (geboren 1989 in Trier, Rheinland-Pfalz) ist eine deutsche Schauspielerin.

## Leben
Agricola studierte bis Sommer 2013 an der Hochschule für Schauspielkunst „Ernst Busch“ Berlin. Schon vor ihrem Studium spielte sie am Theater Trier verschiedene Rollen. Seit 2015 wirkte sie als Gast am Grips-Theater in Berlin. Zur Spielzeit 2015/16 wurde sie dort fest engagiert. Dort spielte sie z. B. im Musical Linie 1 in der Spielzeit 2016/17.

## Filmografie (Auswahl)
- 2015: Notruf Hafenkante (Fernsehserie, Folge Vergessene Wahrheit)
- 2015: Ein starkes Team: Beste Freunde